# Monument Crespel
Pour les articles homonymes, voir Crespel.
Le monument Crespel est dédié au capitaine Louis Crespel (1838-1878).

## Situation et accès
Le monument est érigé par des amis au chevet de l'église Saint-Boniface avant l'agrandissement de celle-ci. En 1885, le monument est déplacé vers la place de Londres. En 1906 on le retrouve dans les jardins qui entourent l'église de la Sainte Croix. Après la Deuxième Guerre mondiale, le monument est à nouveau transféré : cette fois au square du Solbosch.